# Wilhelm Müller-Wille
Wilhelm Müller-Wille (* 20. Oktober 1906 in Oldenburg-Bürgerfelde; † 15. März 1983 in Münster) war ein deutscher Geograph.
Müller-Wille wurde 1935 an der Universität Bonn mit der Arbeit Die Ackerfluren im Landesteil Birkenfeld und ihre Wandlungen seit dem 17. und 18. Jahrhundert promoviert. 1941 habilitierte er sich am Geographischen Institut der Universität Münster, wo er 1947 Direktor des Instituts wurde und den vakanten Lehrstuhl für Geographie besetzte. Von 1946 bis zu seinem Tod war er Vorsitzender der Geographischen Kommission für Westfalen. 1953 wurde Müller-Wille in die Leopoldina aufgenommen. Sein Sohn Michael Müller-Wille war Archäologe und Rektor der Christian-Albrechts-Universität zu Kiel.

## Schriften
- Probleme und Ergebnisse geographischer Landesforschung und Länderkunde. Münster/Westfalen: Geographische Kommission.
- Bodenplastik und Naturräume Westfalens. Münster/Westfalen: Geographische Kommission.
- Der Feldbau in Westfalen im 19. Jahrhundert. In: Westfälische Forschungen, Band l, 1938, S. 302–325
- Die Naturlandschaften Westfalens. Versuch einer naturlandschaftlichen Gliederung nach Relief, Gewässernetz, Klima, Boden und Vegetation In: Westfälische Forschungen, Band 5, 1942, S. 1–78
- Langstreifenflur und Drubbel, Leipzig, 1944
- Westfalen. Landschaftliche Ordnung und Bindung eines Landes. Münster, Westfalen: Aschendorff, 1952
- Die geographische Landesforschung in Westfalen: Münster i. W.: Aschendorff, 1953
- Agrarbäuerliche Landschaftstypen in Nordwestdeutschland. In: Tagungsbericht und wissenschaftliche Abhandlungen des Deutschen Geographentags vom 25.–30. Mai 1953 in Essen. Wiesbaden, 1955, S. 179–186
- Der Landkreis Münster. Regierungsbezirk Münster. Von Wilhelm Müller-Wille in Gemeinschaft mit E. Bertelsmeier, H. F. Gorki und H. Müller. Reihe: Die deutschen Landkreise. Die Landkreise in Westfalen, Band 2. Münster: Böhlau Verlag, 1955.
- Die Stadt Oldenburg als Standort einer Universität. Münster: Selbstverlag, 1961
- Der Niederwald in Westdeutschland. Beiträge zur Forstgeographie in Westfalen, Münster, 1980, Seiten 7–38.
- Waldnutzung, Besiedlung und Industrialisierung des Sauerlandes. Beiträge zur Forstgeographie in Westfalen, Münster, 1980, Seiten 39–60. (online; PDF; 4,4 MB)
- Probleme und Ergebnisse geographischer Landesforschung und Länderkunde. Gesammelte Beiträge 1936–1979. Zwei Bände. 1983